# آسا گا کیتا
آسا گا کیتا با نام اصلی آسا (ژاپنی:あさが来た A-sa ga kita) نام یک سریال تلویزیونی ژاپنی هست . که محصول سال ۲۰۱۵ از شبکه ان اچ کی می باشد. این سریال از ۲۸ سپتامبر سال ۲۰۱۵ تا ۲ آوریل سال ۲۰۱۶ ادامه داشت . سریال آسا که یک سریال ۱۵۶ قسمتی هست، نمایش یک درام دوره ای است و بر اساس داستان زندگی آساکو هیروکا هست و به لحاظ تاریخی در زمان باکوماتسو و میجی اتفاق می افتد. زمانی که کشور ژاپن دستخوش تغییرات سیاسی می شود. این سریال در سال ۱۳۹۹ از شبکه دو ایران پخش شد. فیلم زندگی دختری به نام آسا را به تصویر می کشد. که آسا و خواهرش هر کدام ازدواج کرده اند و خانواده هر کدام از خواهران در شهر اساکا صاحب صرافی هستند. در حالیکه خواهر آسا از طرف خانواده شوهرش مورد آزار و اذیت قرار می گیرد، اما آسا که دختر یک  تاجر از شهر کیوتو است دختری بسیار کنجکاو است و به مطالعه مسایل اقتصادی و حساب و کتاب علاقه‌منداست و همچنین دوست دارد در رشته تجارت ادامه تحصیل دهد. او در امور اداره کارهای صرافی به خانواده همسرش کمک می کند تا اینکه شرایط سیاسی کشور ژاپن دستخوش تغییراتی می شود. در این بحبوحه آسا و خواهرش و خانواده های همسرشان با شرایطی خاصی روبرو می شوند و ...